# 卡马伊拉戈
卡马伊拉戈（義大利語：Camairago），是意大利洛迪省的一个市镇。总面积12.86平方公里，人口676人，人口密度52.6人/平方公里（2009年）。ISTAT代码为098007。